# Сеченьи
Се́ченьи (венг. Széchenyi) — венгерский дворянский род, представители которого сыграли существенную роль в культурном, экономическом и техническом развитии венгерской нации в XIX веке.

## Происхождение и история рода
Наиболее известные представители графской ветви (Széchenyi de Sárvár-Felsővidék), получившей титул в 1697 году от императора Леопольда и обосновавшейся в Шопроне:
- Дьёрдь Сеченьи (1592—1695) — глава Венгерской церкви, примас в Эстергоме, прозванный «чудом щедрости» («prodigium munificentiae»).
- граф Антал Сеченьи (1714—1767) — австрийский генерал, создал дворцово-парковый ансамбль в городке Надьценк на западе Венгрии;
- граф Ференц Сеченьи (1754—1820) — племянник предыдущего, политический и государственный деятель, основатель Венгерской национальной библиотеки и Венгерского национального музея; Дворец Сеченьи в Надьценке

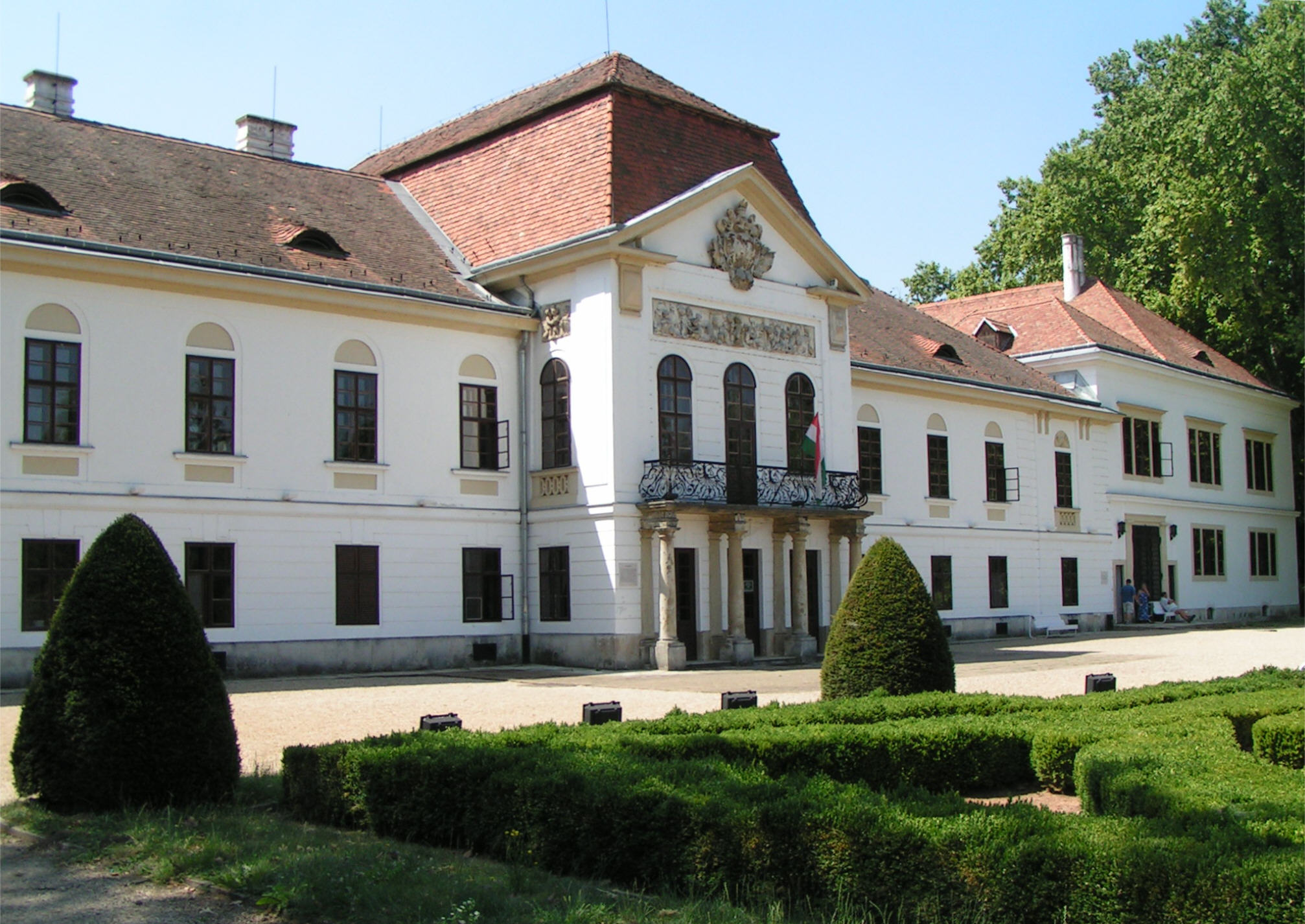
Дворец Сеченьи в Надьценке

- граф Иштван Сеченьи (1792—1860) — сын предыдущего, государственный деятель и реформатор, имя которого носит символ Будапешта — цепной мост Сеченьи, он же Ланцхид (Львиный мост);
- из его племянников - граф Имре Сеченьи (1825-98) представлял интересы Австро-Венгрии в Берлине с 1878 до 1898 г., а Пал Сеченьи (1838—1901) занимал в венгерском правительстве должность министра торговли;
- граф Бела Сеченьи (1837—1908) — старший сын Иштвана, известный путешественник по Сомали, Океании, Индии и России, член Венского географического общества;
- граф Эден Сеченьи (1839—1922) — младший сын Иштвана, основоположник Венгерской службы по борьбе с пожарами, инициатор строительства Будапештского фуникулера;
- граф Мано Сеченьи - (1858-1926) — венгерский политик, дипломат, министр иностранных дел Королевства Венгрия (1898—1900), императорский и королевский камергер. Тайный советник.
- граф Андраш Сеченьи (1865—1907) — старший сын Эдена, известный путешественник по Океании, Африке и Восточной Азии;
- Миклош Сеченьи (1868-1923) - правнук Ференца Сеченьи,  католический прелат, епископ Дьёра с 1901 по 1911 год, епископ Оради-Маре с 1911 по 1923 год.